# Helictes limbatus
Helictes limbatus är en stekelart som beskrevs av Dasch 1992. Helictes limbatus ingår i släktet Helictes och familjen brokparasitsteklar. Inga underarter finns listade i Catalogue of Life.